# Saeid Safarzadeh
Saeid Safarzadeh (nascido em 21 de setembro de 1985 em Tabriz) é um ciclista iraniano, membro da equipa Omidnia Mashhad.

## Palmarés
- 2011
  - 2.º do campeonato do Irão de perseguição por equipas
- 2013
  - Kandovan Tour
- 2015
  - 2.ª etapa da Volta do Irão Azerbaijão
- 2017
  - 3.ª etapa da Volta do Irão Azerbaijão
- 2018
  -  Campeão do Irão em estrada
  - 5. ª etapa da Volta do Irão Azerbaijão
- 2019
  -  Campeão do Irão do contrarrelógio
  - 2.º do campeonato do Irão em estrada
- 2021
  -  Campeão do Irão em estrada

## Classificações mundiais
| Ano           | 2005  | 2006 | 2007  | 2008 | 2009 | 2010  | 2011 | 2012 | 2013  | 2014  | 2015 | 2016  | 2017 | 2018 |
| UCI Asia Tour | 72.º. |      | 219.º |      |      | 316.º |      |      | 206.º | 341.º | 89.º | 212.º | 94.º | 91.º |